# 윈도우 NT 아키텍처

윈도우 NT 계열 운영 체제의 아키텍처는 사용자 모드와 커널 모드, 이렇게 두 개의 계층을 이룬다.

NT 아키텍처란 뉴 테크놀로지(New Technology) 커널의 약자로, 마이크로소프트사에서 NT 3.1부터 쓰인 서버용 아키텍처로, 윈도우 XP 이후로 가정용으로도 쓰이고 있다. 윈도우 NT, 윈도우 2000 워크스테이션, 윈도우 XP 이후 대부분의 운영 체제가 이를 사용하고 있다. 단, 윈도우 비스타 이상의 NT 기반 운영 체제는 새로운 NT 커널을 사용한다.

## 사용자 모드
사용자 모드는 커널 모드에 존재하는 입출력 관리자를 통해 적절한 커널 모드 드라이버에 입출력 요청을 보낼 수 있는 하위 시스템으로 이루어진다. 윈도우 NT의 사용자 모드 계층은 환경 하위 시스템(Environment subsystems)과 필수 하위 시스템(Integral subsystem)을 구성한다.
세 개의 주된 환경 하위 시스템이 존재한다: Win32 하위 시스템, OS/2 하위 시스템, POSIX 하위 시스템.

## 커널 모드
윈도우 NT의 커널 모드는 컴퓨터의 하드웨어 및 시스템 리소스로의 완전한 접근 권한이 있으며 보호된 메모리 영역의 코드를 실행한다.

## 같이 보기
- 윈도우 NT